# Carl Friedrich Ernst Frommann
Carl Friedrich Ernst Frommann (ur. 14 września 1765 w Jenie; zm. 12 czerwca 1837 tamże) był znanym niemieckim wydawcą i księgarzem w Jenie. Wydawnictwo naukowe Frommann, istniejące od roku 1727, po całkowitym zniszczeniu w czasie bombardowania Stuttgartu w 1943 r. reaktywowane i przejęte przez małżeństwo Günther i Eva Holzboog w 1955 r. obecnie działa jako Wydawnictwo frommann-holzboog z siedzibą w Stuttgarcie-Bad Cannstatt (Niemcy).
Carl Friedrich Ernst był synem księgarza Nathanaela Sigismunda Frommanna. Kształcił się w wydawnictwie August Mylius w Berlinie. W roku 1786 (w wieku 21 lat) objął kierownictwo rodzinnego wydawnictwa w Sulechowie, rozszerzając asortyment o podręczniki szkolne i słowniki. Jego małżonką była Johanna Wesselhöfft (1765-1830), z którą miał jednego syna, oprócz tego wychowywali osieroconą od dzieciństwa Wilhelminę Herzlieb.
Ponieważ Carl Friedrich Ernst Frommann był członkiem nielegalnego związku wolnomularskiego Evergeten, groziło mu prześladowanie przez władze pruskie; wobec tego w roku 1798 przenieśli się do Jeny, poza tym w mieście uniwersyteckim rysowały się szersze możliwości rozwoju wydawnictwa. Jednocześnie znaczące było bliskie sąsiedztwo Weimaru ze znaczącym środowiskiem intelektualnym.
Jego syn Friedrich Johannes (1797-1886) przejął wydawnictwo od ojca w 1830 r. a po jego śmierci wydawnictwo zostało przeniesione w 1886 r. do Stuttgartu.

## Rozwój wydawnictwa Frommann
Mistrz igielnik Siegmund (Sigmund) Steinbart, otrzymał 12 czerwca 1719 roku od władz pruskich zezwolenie na założenie i prowadzenie w Sulechowie sierocińca oraz został zwolniony z płacenia związanych z tą działalnością podatków. W 1727 r. za zezwoleniem władz pruskich uruchomiono dla wspomożenia tejże placówki wychowawczej wydawnictwo i drukarnię, kierownictwo sprawował Gottlob Benjamin Fromann, następnie jego syn Nathanael Sigismund, ojciec Carla Friedricha Ernsta.
Jak podaje profesor Jerzy Piotr Majchrzak wydawnictwo przy sulechowskim sierocińcu było ośrodkiem rozpowszechniania druków pietystycznych, również drukowali polskie katechizmy dla śląskich i wielkopolskich szkół ludowych, wydawali klasyków i romantyków, encyklopedie; drukowali atlasy, śpiewniki, szkolne podręczniki, książeczki do nabożeństwa. Król polski i elektor saski August III, przyznał Natanielowi Fromannowi tytuł nadwornego drukarza.
W 1786 r. program wydawniczy rozrzeszono w zakresie teologii i filozofii. Po przeniesieniu Wydawnictwa w 1798 r. do Jeny wydawano zbiory kazań, leksykony i inne tego rodzaju dzieła. W następnych latach dom Frommannów stał ośrodkiem życia towarzyskiego w Jenie. Już w roku 1999 uzyskano zezwolenie na uruchomienie drukarni.

## Duchowy ośrodek klasycyzmu w Jenie
W latach 1794–1805 przebywało w Jenie wielu twórców, a mianowicie Friedrich Schiller, Johann Gottlieb Fichte, Friedrich Wilhelm Schelling, Georg Wilhelm Friedrich Hegel, bracia Alexander i Wilhelm von Humboldt, również bracia August Wilhelm i Friedrich Schlegel, Johann Ludwig Tieck, Clemens Brentano, Johann Heinrich Voß, Friedrich Immanuel Niethammer, 
Zacharias Werner, Jean Paul, Ernst Moritz Arndt, August Friedrich Karl Ziegesar i wielu innych, a między nimi Johann Wolfgang von Goethe.

## Frommann, a Goethe
Wydawnictwo Frommann współpracowało z prawie wszystkimi ówczesnymi znaczącymi autorami, naturalnie wśród nich był i Goethe, przyjacielskie stosunki z nim rozwinęły się zwłaszcza w latach 1806-7. Prawie 60-letni poeta okazywał żywe zainteresowanie 17-letnią wychowanką Frommannów Wilhelminą, zwaną Minna lub Minchen, u których często bywał, zwłaszcza zimą 1807. Pobudziła ona Goethego do napisania sonetów oraz jakoby stała się wzorem dla postaci Otylii w powieści Die Wahlverwandtschaften (Powinowactwo z wyboru 1806) i być może zainspirowała poetę przy tworzeniu dramatu "Pandora" znanego również jako Powrót Pandory (Pandoras Wiederkunft).